# Allocosa testacea
Allocosa testacea är en spindelart som beskrevs av Roewer 1959. Allocosa testacea ingår i släktet Allocosa och familjen vargspindlar. Inga underarter finns listade i Catalogue of Life.